# Diego Silva (Fußballspieler, 1987)
Diego Silva, mit vollständigen Namen Diego Emiliano Silva Silva (* 17. Mai 1987 in Montevideo), ist ein uruguayischer Fußballspieler.

## Karriere
Diego Silva erlernte das Fußballspielen in der Jugendmannschaft von River Plate Montevideo in Montevideo. Hier unterschrieb er 2007 auch seinen ersten Profivertrag. Der Verein spielte in der ersten Liga des Landes, der Primera División. Für River Plate absolvierte er 40 Erstligaspiele und schoss dabei fünfzehn Tore. 2010 wechselte er nach Europa. Hier unterschrieb er einen Vertrag beim rumänischen Erstligisten FC Astra Ploiești. Mit dem Verein aus Giurgiu spielte er achtmal in der ersten Liga, der Liga 1. Im September kehrte er in seine Heimat zurück, wo er sich dem Racing Club de Montevideo anschloss. Von Januar 2011 bis Ende August 2011 war er vertrags- und vereinslos. Ende August 2011 ging er nach Honduras, wo er bis Ende des Jahres beim Erstligisten CD Marathón in San Pedro Sula spielte. Von Januar 2012 bis Juli 2012 spielte er wieder in Uruguay bei El Tanque Sisley. Den Rest des Jahres spielte er in Argentinien beim Sportivo y Biblioteca Atenas de Rio Cuar in Río Cuarto. Die erste Jahreshälfte 2013 stand er in Uruguay für den Central Español FC auf dem Spielfeld, die zweite Jahreshälfte beim AEK Kouklia in Zypern. 2014 zog es ihn nach zum lettischen Erstligisten FC Jūrmala. 2015 unterschrieb er einen Zweijahresvertrag in Laos bei Lanexang United. Mit dem Verein aus Vientiane wurde er Ende 2016 laotischer Meister. Ab 2017 wurde der Verein wegen Spielmanipulation gesperrt. 2017 verpflichtete ihn der thailändische Zweitligist Chainat Hornbill FC. Mit dem Verein aus Chainat wurde er Ende 2017 Meister der Thai League 2 und stieg somit in die erste Liga auf. In der ersten Liga kam er nicht zum Einsatz. Mitte 2018 nahm ihn der Drittligist Ayutthaya United FC unter Vertrag. Mit dem Verein aus Ayutthaya wurde er Vizemeister und stieg in die zweite Liga auf. Nach dem Aufstieg verließ er Ayutthaya und wechselte nach Réunion zum JS Saint-Pierre. Anfang 2020 kehrte er nach Thailand zurück, wo er sich dem Drittligisten Angthong FC aus Angthong anschloss. Nach zwei Drittligaspielen für Angthong verpflichtete ihn Anfang September 2020 der Zweitligist Uthai Thani FC aus Uthai Thani. Für Uthai Thani stand er elfmal in der zweiten Liga auf dem Spielfeld. Ende Dezember 2020 unterschrieb er einen Vertrag beim Ligakonkurrenten Lampang FC in Lampang. Für Lampang stand er bis zum Ende der Saison auf dem Spielfeld. Im Juni 2021 unterschrieb er einen Vertrag beim Drittligisten See Khwae City FC in Nakhon Sawan. Mit dem Verein aus Nakhon Sawan spielte er 21-mal in der Northern Region der Liga. Im Sommer 2022 verpflichtete ihn der Drittligaaufsteiger Samut Sakhon City FC. Mit dem Verein aus Samut Sakhon spielte er in der Bangkok Metropolitan Region der Liga. Nach der Hinrunde wechselte er zum ebenfalls in Samut Sakhon beheimateten Drittligisten Thawi Watthana Samut Sakhon United FC. Mit Thawi Watthana spielte er allerdings in der Western Region der Liga. Am Ende der Saison wurde er mit dem Verein Tabellenletzter und stieg somit in die vierte Liga, die Thailand Semi-Pro League, ab. Zu Beginn der Saison 2023/24 nahm ihn der Drittligist Phitsanulok FC, der in der Northern Region der Liga spielte, aus Phitsanulok unter Vertrag. Für Phitsanulok bestritt er zwölf Ligaspiele. Im Dezember 2023 wurde sein Vertrag nicht verlängert.

## Erfolge
Lanexang United FC
- Laotischer Meister: 2016

Chainat Hornbill FC
- Thailändischer Zweitligameister: 2017  ▲

Ayutthaya United FC
- Thai League 3 – Upper: 2018 (Vizemeister)  ▲